# Pio Chirinos
Pio Chirinos (ur. 17 lipca 1929) – wenezuelski zapaśnik walczący w stylu wolnym. Olimpijczyk z Helsinek 1952, gdzie zajął trzynaste miejsce w kategorii do 79 kg.

## Letnie Igrzyska Olimpijskie 1952
| Konkurencja      | Rundy eliminacyjne   | Rundy eliminacyjne   | Klas. końcowa |
| Konkurencja      | Przeciwnik I         | Przeciwnik II        | Miejsce       |
| ---------------- | -------------------- | -------------------- | ------------- |
| 79 kg styl wolny | Callie Reitz (ZPA) P | Gustav Gocke (GER) P | 13.           |